# Moherowe berety
Con l'espressione politica e giornalistica Moherowe berety si indicano in Polonia le donne, soprattutto quelle anziane, ideologicamente legate a Radio Maryja e al suo fondatore e direttore padre Tadeusz Rydzyk.
Il termine ha assunto un valore offensivo indicando l'atteggiamento bigotto, reazionario, e in alcuni casi religiosamente fanatico, che i critici di Radio Maryja riscontrano nell'emittente radiofonica e nei sostenitori di padre Rydzyk. Tale espressione si riferisce al berretto spesso indossato dalle donne vicine a quegli ambienti. Moherowe berety, alla lettera berretti di lana mohair, è soprattutto un'allusione alle forze speciali polacche (soprannominate "Berretti rossi") e a tutte quelle formazioni militari o paramilitari che nel mondo prendono il nome dal tipo o colore di berretto indossato.

## Storia
L'espressione è entrata nell'uso comune tra l'altro grazie al premier polacco Donald Tusk che l'ha usata durante un dibattito parlamentare. Nonostante fosse stata usata dal presidente del consiglio in un contesto negativo, ha suscitato in un primo momento entusiasmo nell'ambiente degli ascoltatori di Radio Maryja; molte persone infatti consideravano un grande onore potersi fregiare di tale titolo.
L'espressione stessa e le persone a cui essa si riferisce, sono spesso oggetto di parodie e canzoni satiriche.